# シュプロイアーホフ通り

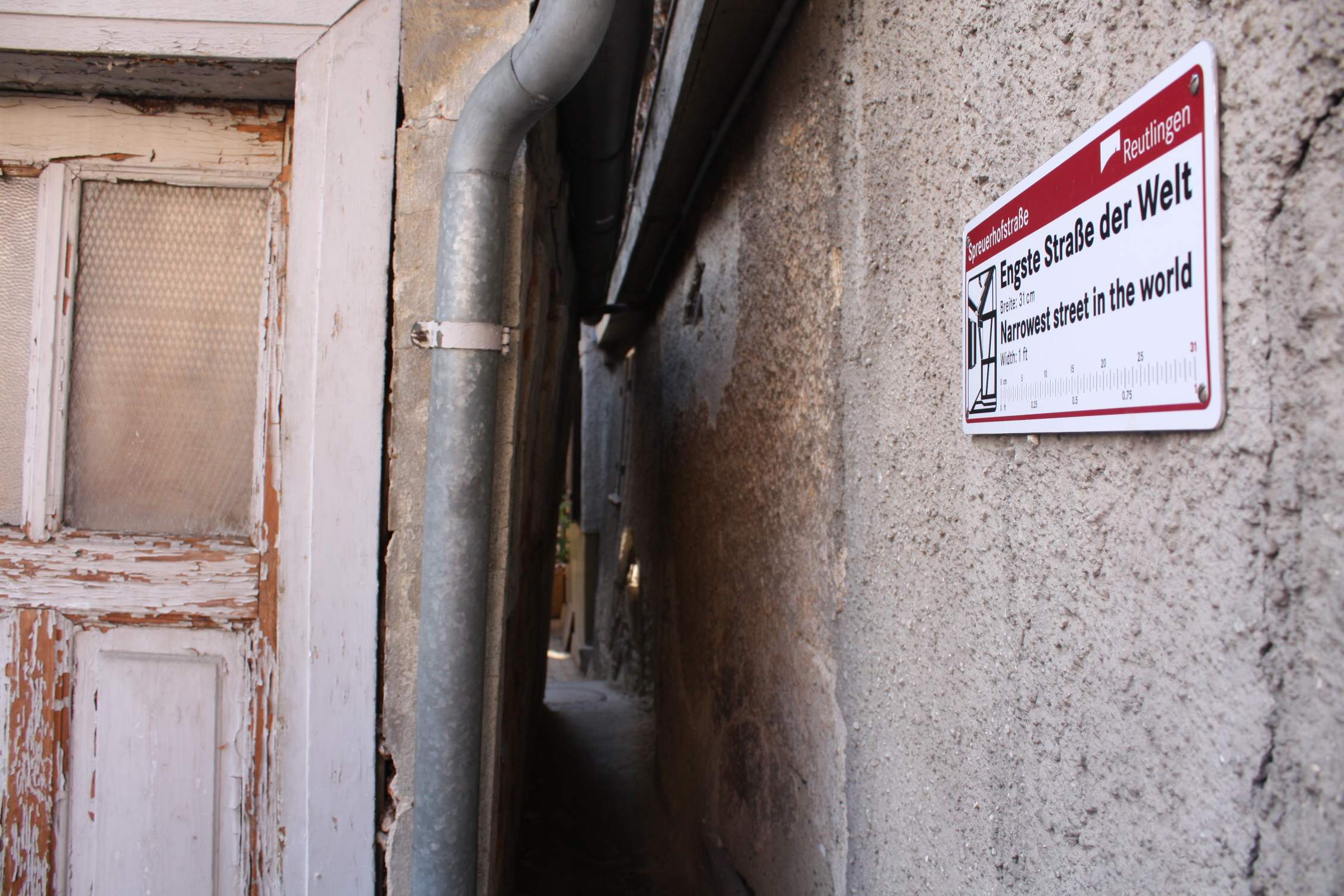
シュプロイアーホフ通り北側出入口（2008年）

シュプロイアーホフ通り（シュプロイアーホフどおり、Spreuerhofstraße）は、ドイツ・バーデン＝ヴュルテンベルク州ロイトリンゲンにある街路。最狭部の道幅は31cmで、ギネス・ワールド・レコーズに「世界一狭い通り」として認定されている。

## 地理・歴史

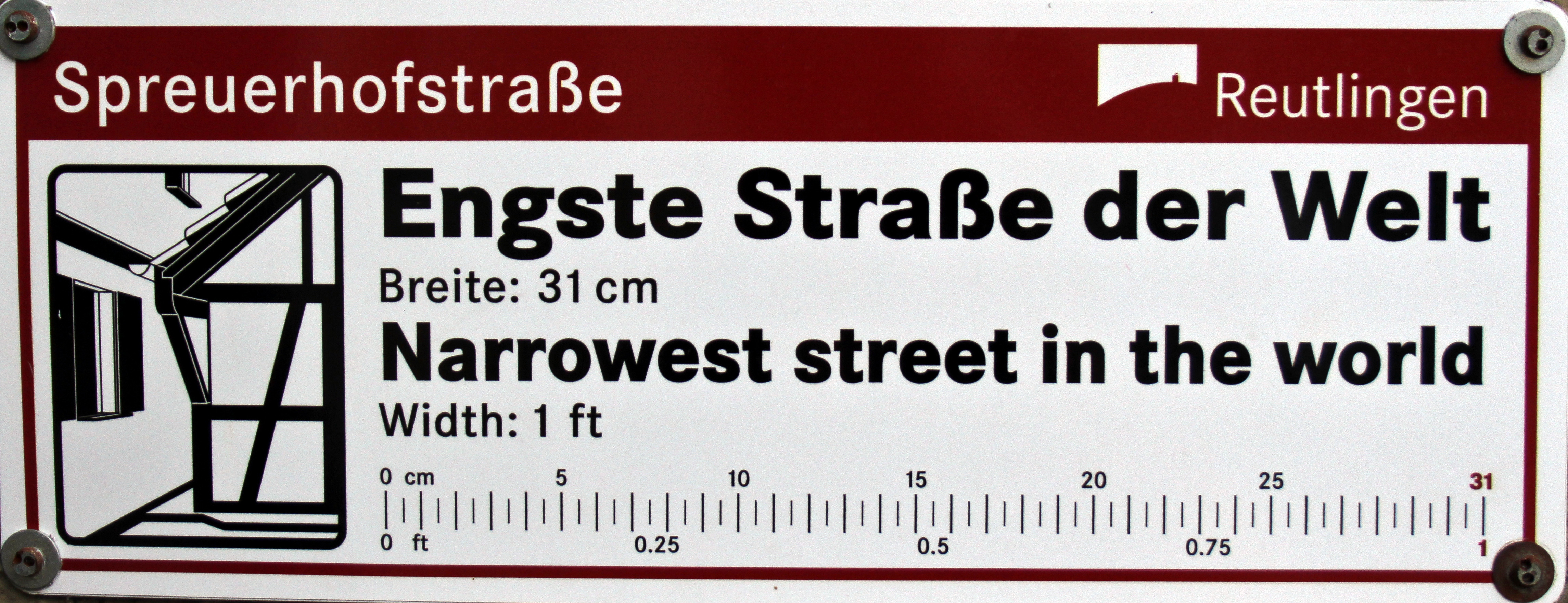
シュプロイアーホフ通りに掲げられた銘板。9番地の建物を南側から見た絵が描かれている。

シュプロイアーホフ通りは、ロイトリンゲンの旧市街にある全長50mほどの通りである。北東 - 南西方向に延びており、北側はマウアー通り（Mauerstraße）に丁字路の形で直交する。
街路を基準にすれば、北側の出入り口部分に所在するシュプロイアーホフ通り9番地の建物が街路に大きく張り出す形で建っており、向かいの建物（マウアー通り50番地）との間がボトルネックとなっている。この長さ3.80mの区間が街路の最狭部で、幅は31cmしかない。2つの建物の「隙間」が公道とされている、と表現した方が把握しやすい。
この街路は、1726年の大火でこの地区が灰燼に帰したあと、1727年に再建された際につくられた。市当局の記録において公道として扱われており、公式の都市計画図などにも名称が記載されている。シュプロイアーホフ通り付近はもともとロイトリンゲン病院の穀物倉庫があった場所で、このボトルネックも火災の際の避難路や、牛乳配達夫の近道として用いられていたようである。

## 「世界一狭い通り」

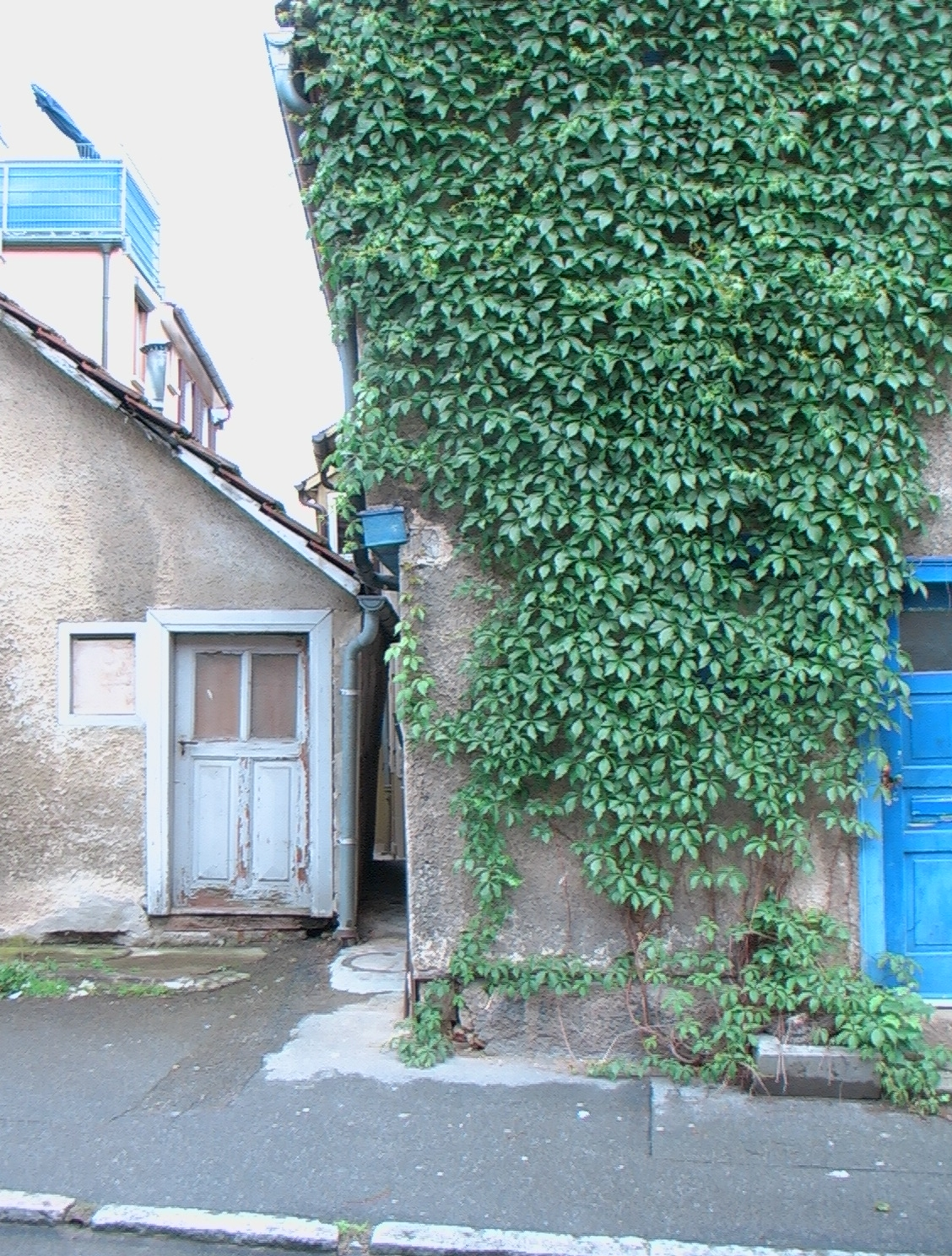
通りの北側出入口付近。左側の家屋が9番地の建物

この通りは「ロイトリンゲンで一番狭い通り」などとしてかねてから地元では知られていた。ロイトリンゲン観光公社のターニャ・ウルマー（Tanja Ulmer）の提案により、2006年2月に計測された道路幅のデータによってギネス・ワールド・レコーズへの申請が行われ、2007年に「世界一狭い通り」として認定された。なお、それ以前はイギリス・エクセターのパーラメント・ストリート (Parliament Street, Exeter) （最狭部48cm）が「世界一狭い通り」とされていた。
この通りは観光名所となり、街路の入り口には「世界一狭い通り」（Engste Straße der Welt）を示す銘板が掲げられている。
2012年に行われた報道によれば、9番地の建物（築約300年）が老朽化のために崩壊の危機に瀕しているという。件のボトルネックも、9番地の建物が傾いているためにより狭くなっている。9番地の建物の所有者は改修を考えておらず、買い取り手を望んでいる。建物が崩壊したり、買い取り手によって建て替えが行われた場合、シュプロイアーホフ通りを有名にしているこのボトルネックも消滅する可能性がある。このため、ウルマーら関係者は「世界一狭い通り」の維持のために奔走している。